# Mokhotlong District
Mokhotlong District är ett distrikt i Lesotho. Huvudort är staden Mokhotlong.
Mokhotlong District delas in i:

- Khalahali Community
- Linakaneng Community
- Liphamola Community
- Mapholaneng Community
- Marung Community
- Mateanong Community
- Matsoku Community
- Molika-Liko Community
- Moremoholo Community
- Pae-La-Itlhatsoa Community
- Popa Community
- Rafolatsane Community
- Sakeng Community
- Tekeseleng Community